# Krzysztof Jesman
Krzysztof Jesman-Synkowski herbu Korczak (zm. 1687) – wojewoda smoleński od 1677, kasztelan nowogródzki od 1672, gubernator Wilna w 1665, chorąży słonimski od 1659, oberszter wojsk litewskich autoramentu cudzoziemskiego, ekonom kobryński w latach 1676-1679. 
W latach 1649–1655 z Januszem Radziwiłłem odbył kampanię przeciwko kozakom i Rosjanom. 23 sierpnia 1655 przystąpił do konfederacji wojska litewskiego, które odmówiło posłuszeństwa hetmanowi wielkiemu litewskiemu Januszowi Radziwiłłowi. 29 grudnia tego roku przystąpił do konfederacji tyszowieckiej. W 1657 został komendantem Birż i obronił je przed atakiem Szwedów. W 1661 mianowany przez marszałka wojska związkowego generałem-lejtnantem wojsk cudzoziemskiego autoramentu, należących do związku. W 1663 został aresztowany pod zarzutem udziału w zamordowaniu hetmana polnego litewskiego Wincentego Korwina Gosiewskiego i Kazimierza Chwaliboga Żeromskiego. Poseł sejmiku słonimskiego powiatu słonimskiego na sejm jesienny 1666 roku. W 1668 obrany posłem na sejm. Elektor Jana III Sobieskiego z województwa nowogródzkiego w 1674 roku.